# جاك غرين (منافس ألعاب قوى)
جاك غرين (بالإنجليزية: Jack Green) هو منافس ألعاب قوى بريطاني، ولد في 6 أكتوبر 1991 في ميدستون في المملكة المتحدة.

## وصلات خارجية
- جاك غرين على موقع الاتحاد الدولي لألعاب القوى (الإنجليزية)
- جاك غرين على موقع اللجنة الأولمبية الدولية (الإنجليزية)
- جاك غرين على موقع أوليمبيديا (الإنجليزية)
- جاك غرين على موقع اللجنة الأولمبية البريطانية (الإنجليزية)